# Marlou de Kleijn
Marlou de Kleijn (Tilburg, 29 d'abril de 1992) és una jugadora de bàsquet neerlandesa.
Aler, es formà al CTO Amsterdam amb el qual debutà a la Lliga neerlandesa. Jugà a la Lliga espanyola al Club Bàsquet Puig d'en Valls (2011-12) i a l'Agrupació Esportiva Sedis Bàsquet (2012-15). Amb el club alturgellenc arribà a les semifinals del play-off pel títol de lliga (2014-15). Posteriorment ha jugat en altres equips neerlandesos, Armsterdam Angels i TSV 1880, disputant l'EuroCup Women. Internacional amb la selecció neerlandesa entre 2011 i 2023, participà al Campionat d'Europa de 2011.